# Arnold R. Brody
Arnold R. Brody é um dos mais renomados especialistas mundiais em Biologia celular  e Patologia pulmonar experimental, tendo participado da elaboração de diversas obras científicas. 
Foi diretor e vice-presidente do Programa de Biologia Pulmonar na Faculdade de Medicina de Tulane, em Nova Orleans. Atualmente é professor de biomedicina molecular na Universidade da Carolina do Norte, em Raleigh. 
Pesquisador apaixonado por história da ciência, conhece de perto os processos que levam às maiores descobertas científicas de todos os tempos.